# 野村直之
野村直之（のむら なおゆき、1962年2月10日 - ）は、日本の人工知能研究者、実業家。
1984年、東京大学工学部計数工学科数理工学専修を卒業。2002年、九州大学より理学博士号を取得した (Ph.D)。
日本電気 (NEC) C&C研究所（この間、マサチューセッツ工科大学人工知能研究所・客員科学者、第五世代コンピュータ開発機構等に兼務出向）、ジャストシステム、法政大学、リコー勤務を経て、法政大学大学院客員教授となる。
2005年、メタデータ（株）を創業。
2018年、東京大学大学院医学系研究科・次世代病理情報連携学講座・人工知能開発担当研究員を兼務。

## 受賞・表彰歴
- 1989年：情報処理学会平成元年度学術奨励賞[2]
- 2001年：AAAI-ICCBR 主催ConferenceにてICCA (Innovative Customer-centered Computer Application)表彰
- 2002年：情報処理学会山下記念研究賞受賞[3]
- 2006年：IPA情報処理推進機構より、未踏ソフトウェア創造事業天才プログラマー／スーパークリエータの認定を受けた[4]。
- 2011年：開発したSocialAD99を核とした『COSMOSTAR』が「Interop Tokyo 2011」で「Best of Show Award」ベンチャー部門のグランプリを受賞

## 著書
- 『WordNet』MIT Press, co-authored, 1998年、ISBN 9780262061971
- 『人工知能が変える仕事の未来』日本経済新聞出版社、2016年、ISBN 9784532320638
- 『実践フェーズに突入　最強のAI活用術』日経BP社、2017年、ISBN 9784822258597
- 『AIに勝つ！ 強いアタマの作り方・使い方』日本経済新聞出版社、2019年、ISBN 978-4-532-17666-2
- 『人工知能が変える仕事の未来<新版>』日本経済新聞出版社、2020年、ISBN 9784532199760

## 主要メディア出演歴
- フジテレビ『クイズグランプリ』春の選抜高校性大会準決勝・決勝戦に筑波大学附属駒場高校チームで出場、1979年3月（フジテレビ開局50周年記念特番ならびにDVDに採録）
- フジテレビ系Web TV『明日のコンパス』人工知能による仕事の未来について、2016年5月9日
- 東京MXTV AI・人工知能で仕事が無くなる？、2017年2月
- 朝日放送『正義のミカタ』2018気になるキーワード、AI・人の仕事が奪われる？ 世界が狙う超巨大市場、2018年1月6日
- NHK名古屋『ナビゲーション』AI人材獲得競争、2018年11月30日
- テレビ朝日『ビートたけしのTVタックル』AI＆外国人労働者でニッポンはど～変わる！？SP、2019年1月13日
- テレビ大阪『やさしいニュース』アマゾン新拠点 ロボットが活躍 2019年4月4日（木）